# 沙堡
《沙堡》（英語：Sand Castle）是一部2017年的美國戰爭劇情片，由費南多·寇因布拉執導，Chris Roessner編劇。主演是尼古拉斯·侯特、亨利·卡維爾、羅根·馬歇爾-格林、湯米·弗拉納根、葛倫·鮑威爾、博·納普和小尼爾·布朗。本片以美國陸軍年輕士兵Matt Ocre為中心，他的任務是在伊拉克的一個村莊恢復供水。本片改編自伊拉克戰爭期間電影編劇Chris Roessner的真實事件和經驗。電影2017年4月21日在Netflix上播放。

## 演員
| 演員             | 角色                | 附註                 |
| ---------------- | ------------------- | -------------------- |
| 尼古拉斯·侯特    | Matt Ocre 一等兵    |                      |
| 羅根·馬歇爾-格林 | Harper 中士         |                      |
| 亨利·卡維爾      | Syverson 上尉       |                      |
| 湯米·弗拉納根    | McGregor 一等士官長 |                      |
| 葛倫·鮑威爾      | Dylan Chutsky 中士  |                      |
| 博·納普          | Burton 中士         |                      |
| 小尼爾·布朗      | Enzo 下士           |                      |
| 山姆·斯普魯爾    | Anthony 中尉        |                      |
| 納維德·奈嘉班    | Kadeer 校長         |                      |
| 納比勒·埃盧比    | Arif                | Kadeer的弟弟，工程師 |
| 薩米·謝伊克      | Mahmoud             | 翻譯人員             |

## 外部連結
- Sand Castle （页面存档备份，存于） on Netflix
- 互联网电影数据库（IMDb）上《沙堡》的资料（英文）
- 爛番茄上《沙堡》的資料（英文）